# Mauricio Pozo
Mauricio Andrés Pozo Quinteros (ur. 16 sierpnia 1970 w San Vicente de Tagua Tagua) – chilijski piłkarz występujący na pozycji obrońcy.
Karierę rozpoczynał w Deportes Concepción. Z klubem tym związany był w latach 1993–2000, z przerwą na wypożyczenie do Unión Española w 1997 r. Następnie bronił barw CD Cobreloa (2001–2002), CSD Rangers (2003) i wreszcie Santiago Morning (2006). Jego największymi osiągnięciami klubowymi były 5. miejsca w tabeli chilijskiej Primera División w sezonach 1998 i 2000.
W 2001 r. czterokrotnie wystąpił w reprezentacji Chile. Zagrał na Copa América 2001. Gracze La Roja rozgrywki zakończyli na ćwierćfinale.
Jego brat, Pablo, jest sędzią piłkarskim - prowadził m.in. spotkania MŚ 2010.